# 日本鉄道
日本鉄道株式会社（にっぽんてつどう、旧字体：日本鐵道󠄁株式會社）は、かつて存在した日本の鉄道事業者である。1881年（明治14年）に設立された日本初の民営鉄道会社（私鉄）であり、現在の東北本線や高崎線、常磐線など、東日本旅客鉄道（JR東日本）の路線の多くを建設・運営していた。起点は上野駅。
1906年（明治39年）に国有化された。国有化後、日本鉄道が建設した路線はしばらく「元日本線」と呼ばれていたが、これでは多く路線を有していた旧日本鉄道の線区を区分するのに不都合なため、1909年（明治42年）に国有鉄道線路名称が制定され、東北本線や高崎線などといった現在の呼び名が生まれることになった。

## 歴史

### 鉄道建設運動
1872年5月、高島嘉右衛門は東京から青森に至り北海道開拓を支える鉄道の建設を政府に建言、却下されるも、高島は政府要人の岩倉具視を説き、鍋島直大、蜂須賀茂韶をして明治天皇および当時の政府に『華族と士族が家財をもって会社を建て、東京と青森あるいは東京と越後新潟に鉄路を敷き蒸気機関車を走らせることを補す』ことを建言させた。
もともと政府では井上勝をはじめとして、鉄道は国が敷設して国が保有すべきであるという意見が強かったが、西南戦争の出費などで財政が窮乏してしまったこともあり、民間資本を取り入れて鉄道を敷設することになった。

### 会社設立
こうした経緯を経た1881年8月1日、岩倉具視をはじめとする華族などが参加して私立鉄道会社「日本鉄道」の創立が決定し、同年11月11日、設立特許条約書が下付され、初代社長に吉井友実を選出して会社が設立された
政府の事業として計画された中山道沿いの鉄道区間のうち、東京 - 高崎間の測量が開始されたが、前述のような理由による財政難から工事は着工されなかった。これに対して、民間資金による鉄道の早期開業を求める動きがあり、日本鉄道の設立に結実した。
設立当初は、以下4路線の建設を目的にしており、そのため社名も「いずれ日本全国の鉄道をこの会社に敷設させる」目標から付けられたが、実際に建設されたのは1.にあたる東日本の路線のみであった。
1. 東京より上州高崎に達し此中間より陸奥青森まで
2. 高崎より中山道を通し越前敦賀の線（長浜 - 敦賀）に接続し即ち東西京（東京 - 京都）の連絡をなす
3. 中山道線路中より北越新潟を経て羽州に達す
4. 九州豊前大里（門司）より小倉を経て肥前長崎に達しこの中央より肥後に及ぼす

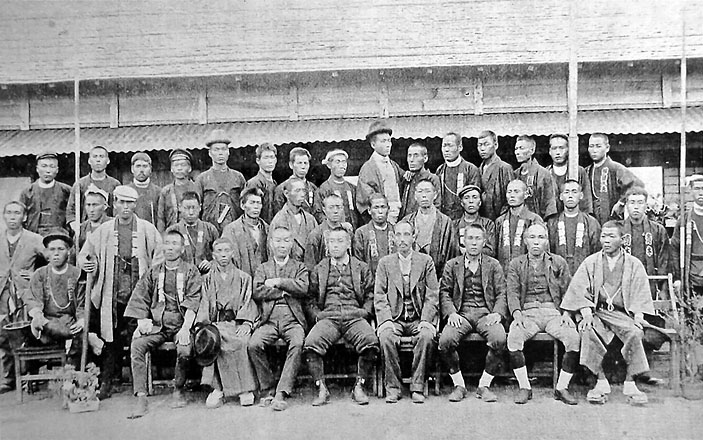
第一区線を工事した当時の役員と作業員（1883年）

1882年（明治15年）、川口 - 熊谷間から建設を開始、当初は貿易港がある品川、横浜と直結する計画であったが、山手の起伏が大きく建設費はより高額となることが見込まれたため、まずは東京下町の山下町（現台東区上野）を起点として建設が進み、1883年（明治16年）7月28日に第一区線の上野 - 熊谷間が開通し、日本初の私鉄が営業を開始した。

### 開業後
その後、第一区線の高崎、下前橋（内藤分停車場）への延伸（利根川手前）、赤羽 - 品川間の品川線（現在の赤羽線赤羽 - 池袋間と山手線池袋 - 品川間、1885年3月1日開業）、第二区線（大宮 - 白河間）、第三区線（白河 - 仙台間）、第四区線（仙台 - 盛岡間）、第五区線（盛岡 - 青森間）と順次建設し、1891年（明治24年）9月1日に現在の東北本線全線（上野 - 青森間）が開業した。このほか、1889年（明治22年）12月には第一区線を両毛鉄道（現両毛線）の前橋まで延伸、1890年8月1日には日光線（宇都宮 - 日光）を全通する。翌1891年（明治24年）には水戸鉄道（現水戸線小山 - 水戸間）を買収、途中駅である友部を分岐点として1895年（明治28年）11月4日に友部 - 土浦間の土浦線（現常磐線）北部区間、また1896年（明治29年）12月25日に土浦 - 田端間の同南部区間を開業する。一方で1897年（明治30年）には両毛鉄道を買収し、1898年（明治31年）8月23日には水戸 - 岩沼間の磐城線（常磐線、日本鉄道での路線名は海岸線）を全通させた。なお、同年1898年2月24日には福島の機関士などおよそ400人が日本初の鉄道ストライキに突入、ストにより上野青森間が運行休止となった。ストは4日に及び労働者側の要求（待遇改善）は大半が認められた。現在の山手線池袋 - 田端間（当初は豊島線とも呼称）が開設されたのは1903年（明治36年）4月1日のことである。
形式的には私鉄ではあったが、路線の建設や運営には政府及び官設鉄道が関わっており、建設路線の決定も国策的要素が優先されたり、国有地の無償貸与、建設国営など、実質上は「半官半民」の会社であった。それに関して以下のような隠喩事例がある。
特に仙台駅以北の鉄道建設に当たっては、人口密度が低いことから開業後も十分な利益を挙げることが難しいとの理由で、国は建設中の資金利子 (8 %) を肩代わりして負担したり、官有地を無償で同鉄道に払い下げるなどの優遇措置を採っている。
以後、これに触発されるような形で山陽鉄道・九州鉄道・北海道炭礦鉄道などの新たな私鉄会社が続々と日本各地で創設され、日本の鉄道はその多くが私財で建設されることになる。
1906年（明治39年）公布の鉄道国有法により、同年11月1日に国有化された。前年の規模は機関車356輌、客車847輌、貨車5731輌、路線長860 M35Cであった。

## 歴代社長
| 代 | 氏名     | 就任日                   | 退任日                   | 備考          |
| -- | -------- | ------------------------ | ------------------------ | ------------- |
| 1  | 吉井友實 | 1881年(明治14年)11月11日 | 1884年(明治17年)10月23日 |               |
| 2  | 奈良原繁 | 1884年(明治17年)10月24日 | 1892年(明治25年)3月27日  |               |
| 3  | 小野義眞 | 1892年(明治25年)3月28日  | 1898年(明治31年)4月7日   |               |
| 4  | 毛利重輔 | 1898年(明治31年)4月8日   | 1898年(明治31年)8月11日  |               |
| 5  | 曾我祐準 | 1898年(明治31年)8月12日  | 1906年(明治39年)10月31日 | 11月1日国有化 |

## 路線一覧
下記は、国有化直前（1906年10月31日）における開業路線の一覧である。 路線の総延長は、859M75C。
- 上野 - 青森間 (456M71C) - 東北本線及びいわて銀河鉄道線、青い森鉄道線
上野駅 - 日暮里駅 - 田端駅 - 王子駅 - 赤羽駅 - 蕨駅 - 浦和駅 - 大宮駅 - 蓮田駅 - 久喜駅 - 栗橋駅 - 古河駅 - 間々田駅 - 小山駅 - 小金井駅 - 石橋駅 - 雀宮駅 - 宇都宮駅 - 岡本駅 - 宝積寺駅 - 氏家駅 - 片岡駅 - 矢板駅 - 野崎駅 - 西那須野駅 - 東那須野駅 - 黒磯駅 - 黒田原駅 - 豊原駅 - 白河駅 - 泉崎駅 - 矢吹駅 - 須賀川駅 - 郡山駅 - 日和田駅 - 本宮駅 - 二本松駅 - 松川駅 - 金谷川駅 - 福島駅 - 長岡駅 - 桑折駅 - 藤田駅 - 越河駅 - 白石駅 - 大河原駅 - 槻木駅 - 岩沼駅 - 増田駅 - 長町駅 - 仙台駅 - 岩切駅 - 利府駅 - 松島駅（初代） - 鹿島台駅 - 小牛田駅 - 瀬峰駅 - 新田駅 - 石越駅 - 花泉駅 - 一ノ関駅 - 平泉駅 - 前沢駅 - 水沢駅 - 金ケ崎駅 - 黒沢尻駅 - 花巻駅 - 石鳥谷駅 - 日詰駅 - 矢幅駅 - 盛岡駅 - 滝沢駅 - 好摩駅 - 川口駅 - 沼宮内駅 - 中山駅 - 小繋給水所 - 小鳥谷駅 - 一ノ戸駅 - 福岡駅 - 三ノ戸駅 - 剣吉駅 - 尻内駅 - 下田駅 - 古間木駅 - 沼崎駅 - 乙供駅 - 野辺地駅 - 狩場沢駅 - 小湊駅 - 浅虫駅 - 野内駅 - 浦町駅 - 青森駅
- 上野 - 秋葉原間 (1M15C) - 東北本線の貨物支線
上野駅 - （貨）秋葉原駅

- 品川 - 赤羽間 (12M76C) - 山手線の一部及び赤羽線（埼京線の一部）
品川駅 - 大崎駅 - 目黒駅 - （貨）恵比寿駅 - 渋谷駅 - 新宿駅 - 目白駅 - 池袋駅 - 板橋駅 - 赤羽駅

- 田端 - 池袋間 (3M20C) - 山手線の一部
池袋駅 - 大塚駅 - 巣鴨駅 - 田端駅

- 日暮里 - 岩沼間 (213M12C) - 常磐線及び貨物支線
日暮里駅 - 三河島駅 - 南千住駅 - 北千住駅 - 亀有駅 - 金町駅 - 松戸駅 - 馬橋駅 - 柏駅 - 我孫子駅 - 取手駅 - 藤代駅 - 佐貫駅 - 牛久駅 - 荒川沖駅 - 土浦駅 - 神立駅 - 高浜駅 - 石岡駅 - 羽鳥駅 - 岩間駅 - 友部駅 - 内原駅 - 赤塚駅 - 水戸駅 - 佐和駅 - 石神駅 - 大甕駅 - 下孫駅 - 助川駅 - 川尻駅 - 高萩駅 - 磯原駅 - 関本駅 - 勿来駅 - 植田駅 - 泉駅 - 湯本駅 - 綴駅 - 平駅 - 草野駅 - 四ツ倉駅 - 久ノ浜駅 - 広野駅 - 木戸駅 - 富岡駅 - 大野駅 - 長塚駅 - 浪江駅 - 小高駅 - 磐城太田駅 - 原ノ町駅 - 鹿島駅 - 中村駅 - 新地駅 - 坂元駅 - 吉田駅 - 亘理駅 - 岩沼駅

- 田端 - 隅田川間 (2M52C) - 常磐線の貨物支線
田端駅 - （貨）隅田川駅

- 水戸 - 那珂川間 (0M62C) - 常磐線の貨物支線（1984年廃止）
水戸駅 - （貨）那珂川駅

- 大宮 - 前橋間 (52M38C) - 高崎線及び両毛線（上越線）の一部
大宮駅 - 上尾駅 - 桶川駅 - 鴻巣駅 - 吹上駅 - 熊谷駅 - 深谷駅 - 本庄駅 - 神保原駅 - 新町駅 - 倉賀野駅 - 高崎駅 - 前橋駅

- 小山 - 前橋間 (50M74C) - 両毛線の一部
小山駅 - 栃木駅 - 富山駅 - 岩舟駅 - 佐野駅 - 富田駅 - 足利駅 - 山前駅 - 小俣駅 - 桐生駅 - 大間々駅 - 国定駅 - 伊勢崎駅 - 駒形駅 - 前橋駅

- 小山 - 友部間 (31M27C) - 水戸線
小山駅 - 結城駅 - 川島駅 - 下館駅 - 新治駅 - 岩瀬駅 - （貨）羽黒駅 - 福原駅 - 稲田駅 - 笠間駅 - 宍戸駅 - 友部駅

- 宇都宮 - 日光間 (25M0C) - 日光線
宇都宮駅 - 鶴田駅 - 鹿沼駅 - 文挟駅 - 今市駅 - 日光駅

- 岩切 - 塩竈間 (4M24C) - 塩竈線（現在廃止）
岩切駅 - 塩竈駅

- 尻内 - 湊間 (5M4C) - 八戸線の一部
尻内駅 - 八ノ戸駅 - 湊駅

上記以外に北千住 - 隅田川間の貨物支線があるが、哩程に計上されていない。

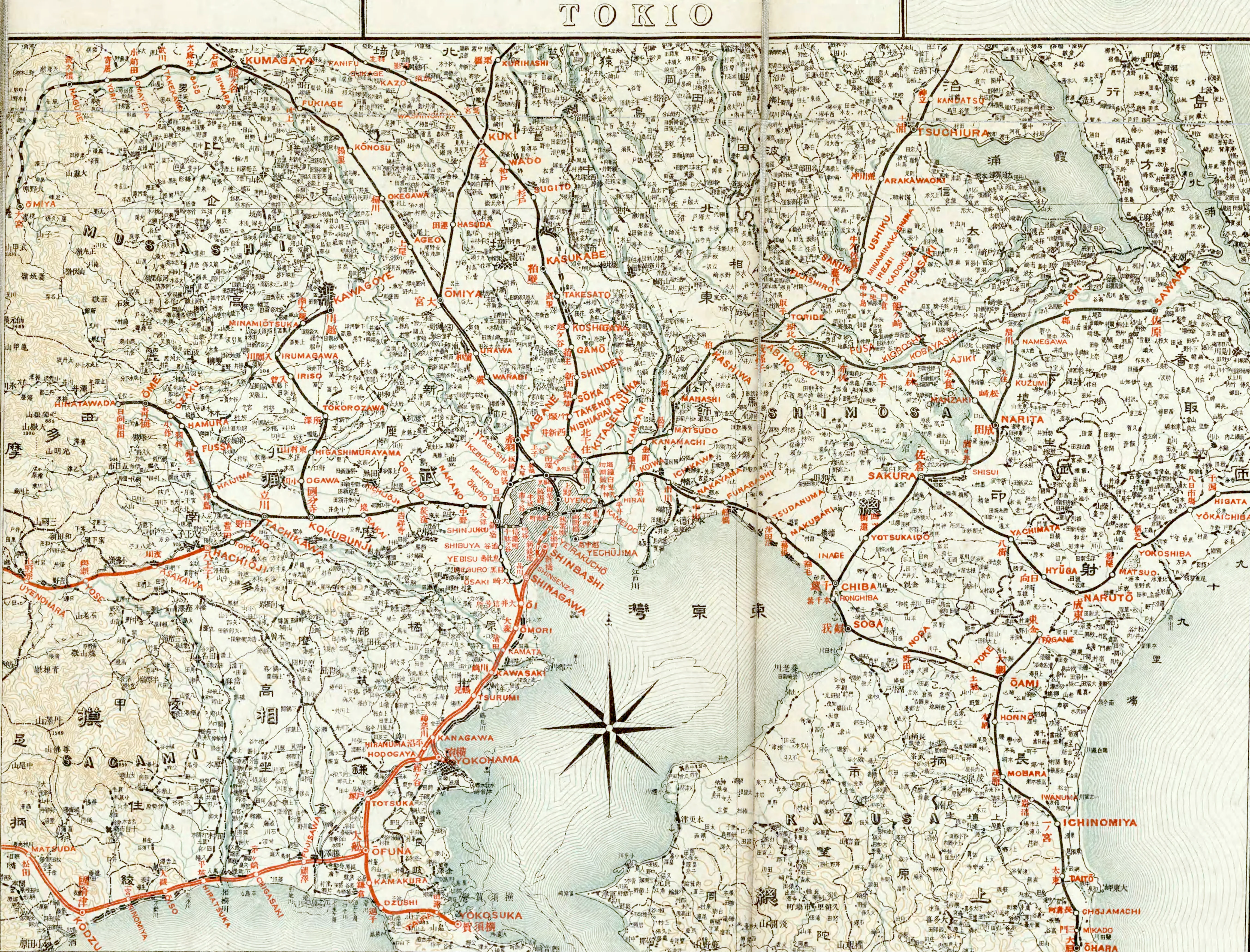
1904年の東京圏の鉄道路線。赤線は官営鉄道、黒線は私鉄。
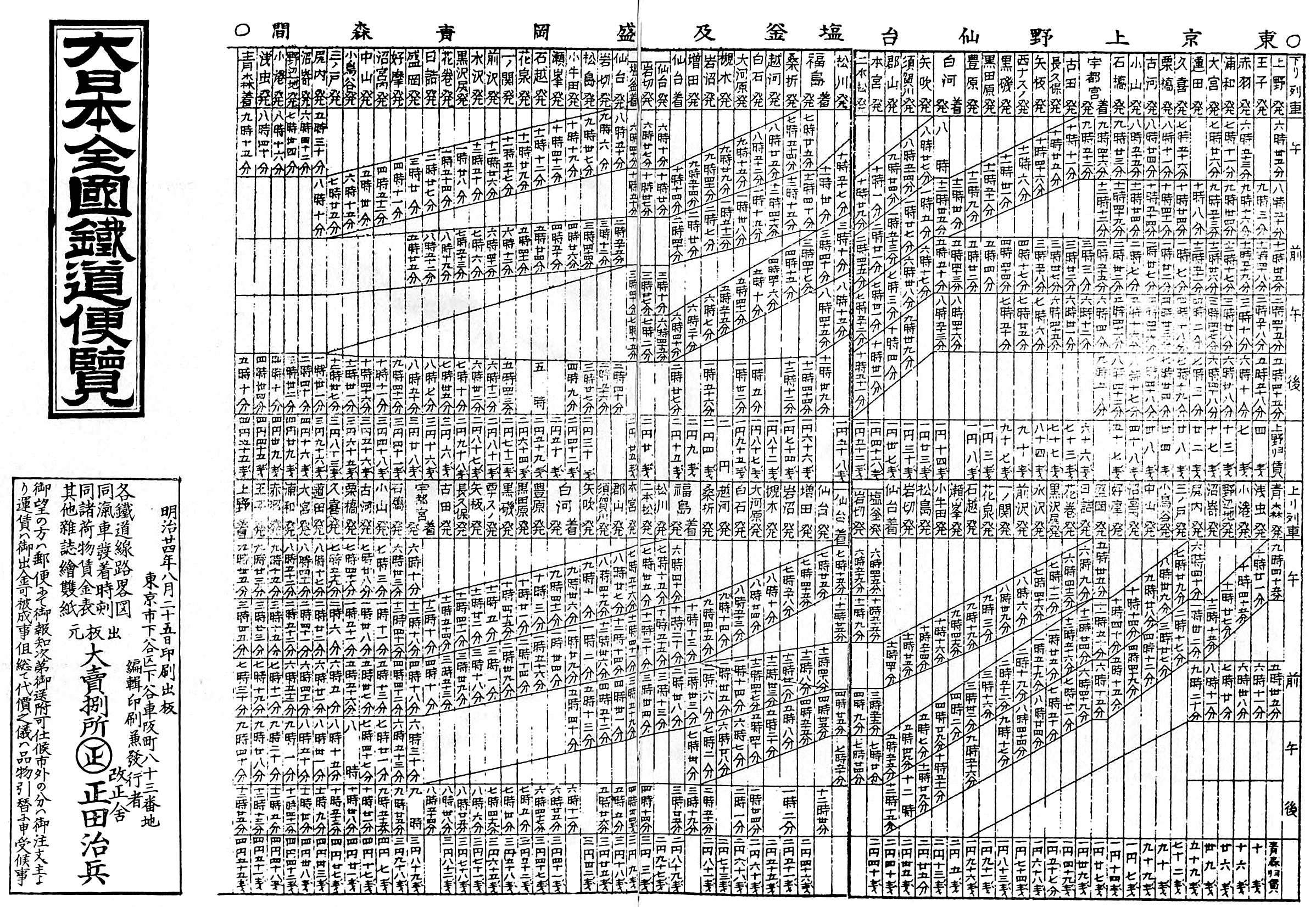
上野・青森間の時刻・運賃表（1891年8月）

## 線区別の線路名称
日本鉄道では会社定款の第2条で「本会社ノ目的ハ左ニ記載スル鉄道ヲ敷設シ運輸ノ業ヲ営ムニ在リ」として次のように区分されていた。（以下では国有化直前の内容を示す）
| 名称     | 始点                 | 終点                     | 現在の名称     | 定款の記載 |
| -------- | -------------------- | ------------------------ | -------------- | --- |
| 本線南区 | 上野駅               | 仙台駅                   | 東北本線       | 東京下谷区山下町ヨリ埼玉県下大宮ヲ経テ宮城県下仙台ニ至ル鉄道 |
| 本線北区 | 仙台駅               | 青森駅                   | 東北本線       | 仙台ヨリ青森県下青森ニ至ル鉄道 |
| 秋葉原線 | 上野駅               | 秋葉原駅                 | 東北本線       | 東京下谷区山下町ヨリ同神田区佐久間町ニ至ル鉄道 |
| 高崎線   | 大宮駅               | 前橋駅                   | 高崎線         | 本線南区大宮ヨリ分岐シ群馬県下高崎ヲ経テ同県下前橋附近（利根川手前）ニ至ル鉄道 |
| 海岸線   | 日暮里駅             | 岩沼駅                   | 常磐線         | 本線南区田端ヨリ分岐シ東京府下南千住ニ至ル鉄道 本線南区日暮里ヨリ分岐シ三河島ニ於テ前項ノ鉄道ニ連絡スル鉄道 第1項ノ鉄道中南千住附近ヨリ分岐シ水戸ヲ経テ岩沼ニ於テ本線南区ニ連絡スル鉄道 前項ノ鉄道中友部ヨリ分岐シ小山ニ於テ本線南区ニ連絡スル鉄道 |
| 山手線   | 赤羽駅・田端駅       | 品川駅                   | 赤羽線・山手線 | 本線南区赤羽ヨリ分岐シ東京府下品川ニ至ル鉄道 本線南区田端ヨリ分岐シ池袋ニ於テ前項ノ鉄道ニ連絡スル鉄道 |
| 両毛線   | 前橋駅               | 小山駅                   | 両毛線         | 本線南区小山ヨリ分岐シ前橋附近ニ於テ高崎線ニ接続スル鉄道 |
| 日光線   | 宇都宮駅             | 日光駅                   | 日光線         | 本線南区宇都宮ヨリ分岐シ栃木県下日光ニ至ル鉄道 |
| 塩竈線   | 岩切駅               | 塩釜駅                   | 塩釜線         | 本線北区岩切ヨリ分岐シ宮城県下塩竈ニ至ル鉄道 |
| 八戸線   | 尻内駅（現・八戸駅） | 八ノ戸駅（現・本八戸駅） | 八戸線         | 本線北区尻内ヨリ分岐シ青森県下湊ニ至ル鉄道 |

- 会社広告においては、現在の東北本線を奥州線と記載していた[18]。

主な変遷
1. 本線南区、本線北区、高崎線は、1906年2月8日決議の定款変更で、第1区（東京・前橋間）、第2区（大宮・白河間）、第3区（白河・仙台間）、第4区（仙台・盛岡間）、第5区（盛岡・青森間）を再編したものである。
2. 海岸線は、1901年8月8日決議の定款変更で、水戸線（小山・水戸間）、隅田川線（田端・南千住間）、土浦線（南千住・友部間）、磐城線（水戸・岩沼間）を統合し、1906年2月8日決議の定款変更で、日暮里・三河島間を追加したものである。
3. 山手線は、1901年8月8日決議の定款変更で、品川線（赤羽・品川間）、豊島線（田端・池袋間 - 免許線・当時未開業）を統合したものである。

## 開業の歴史
- 1883年7月28日　【開業】上野 - 熊谷[10][21][22]　【駅新設】上野、王子、浦和、上尾、鴻巣、熊谷
- 1883年10月21日　【延伸開業】熊谷 - 本庄　【駅新設】深谷、本庄
- 1883年12月27日　【延伸開業】本庄 - 新町　【駅新設】新町
- 1884年5月1日　【延伸開業】新町 - 高崎　【駅新設】高崎
- 1884年8月20日　【延伸開業】高崎 - 前橋（内藤分停車場）　【駅新設】前橋（内藤分停車場）
- 1885年3月1日　【支線開業】品川 - 赤羽　【駅新設】品川（既設）、渋谷、新宿、板橋、+赤羽、+桶川、+吹上
- 1885年3月16日　【駅新設】+大宮、+目黒、+目白
- 1885年7月16日　【開業】大宮 - 宇都宮　【駅新設】蓮田、久喜、栗橋、古河、小山、石橋、宇都宮
- 1886年10月1日　【延伸開業】宇都宮 - 那須　【駅新設】矢板、那須
- 1886年11月1日　【駅新設】+長久保
- 1886年12月1日　【延伸開業】那須 - 黒磯　【駅新設】黒磯
- 1887年5月1日　【駅新設】+倉賀野
- 1887年7月16日　【延伸開業】黒磯 - 郡山　【駅新設】豊原、白河、矢吹、須賀川、郡山
- 1887年12月15日　【延伸開業】郡山 - 塩竈[23]　【駅新設】本宮、二本松、松川、福島、桑折、白石、大河原、岩沼、仙台、塩竈（初代）
- 1888年10月11日　【駅新設】+増田、+岩切
- 1889年12月26日 【延伸開業】前橋（内藤分停車場）-前橋（両毛鉄道）　【駅新設】前橋（両毛鉄道） 【駅廃止】前橋（内藤分停車場）
- 1890年4月16日　【延伸開業】岩切 - 一ノ関　【駅新設】+松島（初代）、小牛田、瀬峰、石越、花泉、一ノ関[24]
- 1890年6月1日　【支線開業】宇都宮 - 今市　【駅新設】砥上、鹿沼、文挟、今市[25]
- 1890年8月1日　【支線延伸開業】今市 - 日光　【駅新設】日光
- 1890年11月1日　【延伸開業】一ノ関 - 盛岡　【駅新設】前沢、水沢、黒沢尻、花巻、日詰、盛岡[26]　【支線延伸開業】秋葉原 - 上野（貨物線）
- 1891年1月12日　【駅新設】+越河、+槻木[27]
- 1891年5月1日　【駅名改称】那須→西那須野
- 1891年9月1日　【延伸開業】盛岡 - 青森[28]　【駅新設】+古田、+黒田原、好摩、沼宮内、中山、小鳥谷、三ノ戸、尻内、沼崎、野辺地、小湊、浅虫、青森
- 1891年12月20日　【駅新設】+福岡、+下田[29]
- 1892年3月1日　【譲受】水戸鉄道　【駅新設】+鹿島台[30]
- 1893年2月15日　【駅新設】+石鳥谷、+一ノ戸
- 1893年3月25日　【駅新設】+小金井[31]
- 1893年7月16日　【駅新設】+蕨、+野内、+浦町
- 1894年1月4日　【支線開業】尻内 - 八ノ戸[32]　【駅新設】八ノ戸、+利府、+新田、+乙供、+狩場沢、+赤塚
- 1894年4月1日　【駅新設】+間々田、+古間木
- 1894年10月1日　【支線延伸開業】八ノ戸 - 湊　【駅新設】湊[33]
- 1894年11月2日　【駅新設】+長町（軍用停車場）
- 1895年4月1日　【駅新設】+長岡（伊達）
- 1895年7月1日　【駅新設】+友部
- 1895年7月6日　【駅新設】+雀宮
- 1895年9月25日　【駅新設】+新治
- 1895年11月4日　【開業】土浦 - 友部　【駅新設】土浦、神立、高浜、石岡、岩間[34]
- 1895年12月1日　【駅新設】+羽鳥[35]
- 1896年2月25日　【駅新設】+泉崎
- 1896年4月1日　【駅新設】田端
- 1896年12月25日　【延伸開業】田端 - 土浦　【駅新設】（貨）隅田川、南千住、北千住、松戸、柏、我孫子、取手、藤代、牛久、荒川沖[36]
- 1897年1月1日　【譲受】両毛鉄道
- 1897年2月25日　【延伸開業】水戸 - 平　【駅新設】佐和、大甕、下孫、助川、川尻、高萩、磯原、関本、勿来、植田、泉、湯本、綴、平[37]　【駅廃止】古田、長久保　【駅新設】+岡本、+氏家、+野崎[38]
- 1897年4月1日　【駅新設】+山前
- 1897年5月17日　【駅新設】+亀有
- 1897年6月1日　【駅新設】+日和田
- 1897年6月5日　【駅新設】+片岡
- 1897年7月1日　【駅新設】+金ヶ崎、+剣吉
- 1897年8月29日　【延伸開業】平 - 久ノ浜　【駅新設】草野、四ツ倉、久ノ浜[39]
- 1897年11月10日　【支線開業】岩沼 - 中村　【駅新設】中村、新地、坂元、吉田、亘理[40]
- 1897年11月15日　【駅新設】+神保原[40]
- 1897年12月27日　【駅新設】+金町
- 1898年1月11日　【駅新設】+川口
- 1898年4月1日　【駅新設】石神
- 1898年4月3日　【支線延伸開業】原ノ町 - 中村　【駅新設】原ノ町、鹿島[41]
- 1898年5月8日　【駅新設】+稲田
- 1898年5月11日　【支線延伸開業】小高 - 原ノ町　【駅新設】小高、高[42]
- 1898年5月28日　【駅新設】+平泉
- 1898年8月6日　【駅新設】+馬橋
- 1898年8月23日　【延伸開業】久ノ浜 - 小高　【駅新設】広野、木戸、富岡、長塚、浪江[43]
- 1898年9月1日　【駅新設】矢幅
- 1898年11月28日　【駅新設】+東那須野
- 1898年12月1日　【駅名改称】高→磐城太田
- 1898年　【哩程設定】田端 - 隅田川（貨物線）
- 1899年10月21日　【駅新設】+宝積寺
- 1900年8月14日　【駅新設】+佐貫
- 1900年9月5日　【駅新設】+藤田
- 1901年2月25日　【駅新設】+大崎、+（貨）恵比寿
- 1902年3月1日　【駅名改称】岩船→岩舟
- 1902年9月13日　【駅新設】+鶴田　【駅廃止】砥上
- 1902年11月1日　【駅名改称】岩船→岩舟
- 1903年4月1日　【支線開業】田端 - 池袋　【駅新設】+池袋、大塚、巣鴨[44]
- 1904年4月1日　【駅新設】+（貨）羽黒
- 1904年11月22日　【駅新設】大野
- 1904年12月31日　【駅新設】小繋（給水所）
- 1905年4月1日　【支線開業】日暮里 - 三河島　【駅新設】+日暮里、+三河島[45]
- 1906年1月21日　【駅新設】+滝沢
- 1906年11月1日　【買収・国有化】全線

### 水戸鉄道
- 1889年1月16日　【開業】小山 - 水戸　【駅新設】小山（既設）、結城、伊佐山、下館、岩瀬、笠間、太田町、内原、水戸
- 1889年5月25日　【駅名改称】伊佐山→川島、太田町→宍戸
- 1890年11月26日　【支線開業】水戸 - 那珂川（貨物線）　【駅新設】（貨）那珂川
- 1890年12月1日　【駅新設】福原
- 1892年3月1日　【譲渡】全線（→日本鉄道）[46]

### 両毛鉄道
- 1888年5月22日　【開業】小山 - 足利　【駅新設】小山（既設）、栃木、佐野、足利[47]
- 1888年11月15日　【延伸開業】足利 - 桐生　【駅新設】桐生
- 1889年10月10日　【駅新設】岩船、+小俣
- 1889年11月20日　【延伸開業】桐生 - 前橋　【駅新設】大間々（初代）、国定、伊勢崎、駒形、前橋
- 1893年2月18日　【駅新設】+富田
- 1895年3月18日　【駅新設】+富山
- 1897年1月1日　【譲渡】全線（→日本鉄道）

※駅名の前の"+"は、既設線への新駅開業

## 車両
| 年   | 機関車 | 客車 | 貨車   | 貨車   |
| 年   | 機関車 | 客車 | 有蓋車 | 無蓋車 |
| ---- | ------ | ---- | ------ | ------ |
| 1890 | 54     | 158  | 763    | 763    |
| 1900 | 286    | 824  | 1,646  | 1,957  |
| 1905 | 356    | 857  | 2,345  | 3,386  |

### 蒸気機関車
蒸気機関車の形式は、メーカーの略称（アルファベットの大文字1字または2字）にテンダー機関車は「t」を付し、数字部分は、動軸数/総軸数で表されている。また、「b」はボギー式の2軸先台車を装備していることを表す。例えば「Dbt2/4」とは、ダブス社 (DÜbs) 製のボギー式先台車を装備したテンダー機関車で、総軸数4、動軸数2を意味する。
一方で機関車固有の番号は、形式に関わりなく追番で付与されている。日本鉄道発足当初は、機関車の輸入が官設鉄道により代行されていたこともあり、官設鉄道の機関車と通しで番号が付けられていたが、1893年（明治26年）に日本鉄道独自の一連番号に変更・改番された。その後、1898年（明治31年）にアメリカ製の機関車の番号を501から付すようにし、その際、工事用、入換用の機関車をそれぞれ「甲1」「乙1」に改めた。1903年（明治36年）以降は、401 -、701、801 -という番号区分が生じている。
- Pbt2/4形（31、33→1（2代）、2） - 1882年・英ベイヤー・ピーコック社製→鉄道院5300形
- M3/3形（25→3→甲1） - 1881年・英マニング・ワードル社製→鉄道院1290形
- Dbt2/4形（35 - 57（奇数）→4 - 15） - 1883年・英ダブス社製→鉄道院5230形
- SS2/3形（36、40→16、17） - 1875年・英シャープ・スチュアート社製→鉄道院140形
- W2/4形（69 - 75（奇数）→18 - 21） - 1886年・英ナスミス・ウィルソン社製→1902年房総鉄道に譲渡→鉄道院400形
- W2/4形（18、19（2代）、31 - 36、40 - 53） - 1888年・英ナスミス・ウィルソン社製（18、19は1902年岩越鉄道から譲受）→鉄道院600形
- W3/3形（59→22、21（2代）） - 1885年・英ナスミス・ウィルソン社製（21は1902年岩越鉄道から譲受）→鉄道院1100形
- D3/3形（25 - 30、87 - 92、117 - 122） - 1887年・英ダブス社製→鉄道院1850形
- D2/4形（37 - 39、66 - 71） - 1888年・英ダブス社製→鉄道院500形
- W3/4形（138 - 148（偶数）→54 - 59 - 1889年・英ナスミス・ウィルソン社製→鉄道院7600形
- D3/4形（60 - 65） - 1891年・英ダブス社製→鉄道院2100形
- Nbt2/4形（72 - 76） - 1893年・英ニールソン社製→鉄道院5630形
- Nt3/4形（212 - 230（偶数）→77 - 86） - 1893年・英ニールソン社製→鉄道院7750形
- Pbt2/4形（93 - 104、153 - 200） - 1894年・英ベイヤー・ピーコック社製→鉄道院5500形
- N3/3形（105 - 116） - 1894年・英ニールソン社製→鉄道院1960形
- K2/2形（乙1） - 1895年・独クラウス社製→1902年房総鉄道に譲渡→鉄道院10形
- P3/3形（123 - 152） - 1896年・英ベイヤー・ピーコック社製→鉄道院1900形（147 - 152は、1902年岩越鉄道に譲渡）
- Db3/6形（201 - 204） - 1898年・英ダブス社製→鉄道院3800形
- Dbt2/4形（205、206） - 1898年・英ダブス社製→鉄道院5830形
- SSbt2/4形（207 - 212） - 1898年・英シャープ・スチュアート社製→鉄道院5650形
- Pbt2/4形（213 - 230） - 1899年・英ベイヤー・ピーコック社製→鉄道院5600形
- Obt2/4形（3（2代）） - 1901年・自社大宮工場製→鉄道院5270形
- Pt3/4形（320 - 325） - 1902年・英ベイヤー・ピーコック社製→鉄道院7080形
- Dt3/4形（326 - 331） - 1902年・英ダブス社製→鉄道院7050形
- NBt3/4形（332 - 337） - 1903年・英ノース・ブリティッシュ・ロコモティブ社製→鉄道院7050形
- O3/3形（401 - 406） - 1904年・自社大宮工場製→鉄道院1040形
- B3/5形（501 - 505） - 1893年・米ボールドウィン社製→鉄道院3250形（504は1901年北海道炭礦鉄道に譲渡）
- Bbt2/5形（506 - 529） - 1897年・米ボールドウィン社製→鉄道院6600形
- Bt4/6形（530 - 549） - 1897年・米ボールドウィン社製→鉄道院9700形
- S2/4形（550 - 575） - 1898年・米スケネクタディ社製→鉄道院900形
- Bt4/5形（576 - 587） - 1906年・米ボールドウィン社製→鉄道院9300形
- Rt4/5形（588 - 599） - 1906年・米アルコ（ロジャーズ）社製→→鉄道院9400形
- Ma2/2+2/2形（701） - 1903年・独J.A.マッファイ社製→鉄道院4500形
- P3/5形（801 - 824） - 1904年・英ベイヤー・ピーコック社製→鉄道院3200形
- H3/5形（825 - 830） - 1904年・独ハノーバー社製→鉄道院3170形
- HS3/5形（831、832） - 1904年・独ヘンシェル社製→鉄道院3240形
- NB3/4形（833 - 844） - 1905年・英ノース・ブリティッシュ・ロコモティブ社製（1906年阪鶴鉄道から譲受）→鉄道院2120形

### 客車
ボギー客車は製作時期により3タイプにわかれる。また国有化後に基本形客車登場以前に大宮工場で製作された車両も旧日本鉄道とみなされておりここで取り上げる。
最初に登場したボギー車は1889年から1890年にかけて官設鉄道新橋工場、神戸工場で上中等車（一二等車）10両、下等車（三等車）40両が製作された。車体は官設鉄道ボギー客車に酷似しており、最大長さ49′ 3 1⁄4″、屋根は二層で照明は油灯で屋根上にランプケースが突出ている。便所は客室中央部にあり、貫通扉はなかった。1902年になり全車貫通式に改造され三等車のうち12両がニ三等車5両三等緩急車7両に改造された。のちにこのグループは甲号ボギー客車とよばれるようになった
- 一二等車
  - いろ1-10 新橋工場製 定員一等14人二等26人 国有化後[52]ホイロ5220-5228（形式5220） いろ10は明治42年廃車。形式図
- 二三等車
  - ろは50-54 新橋工場製 定員二等18人三等34人 国有化後ホロハ5760-5764（形式5760）形式図
- 三等車（手用制動機附）
  - は1-5 新橋工場製 定員71人 国有化後フホハ7830-7834（形式7830）形式図
  - は11-33 神戸工場製 定員71人 国有化後フホハ7835-7857（形式7830）形式図
- 三等手荷物緩急車
  - はに300-306 神戸工場製 定員34人 国有化後ホハニ8350-8356（形式8350）形式図

1899年から1900年にかけて日本鉄道大宮工場で一二等車4両、二三等車4両、三等車10両、三等手荷物緩急車4両が製作された。オープンデッキとなり、最大長さ59′6″、屋根は二層で台枠はイギリスリード社製の魚腹形である。台車は軸ばね式と釣り合い梁式の2種があり、イギリスリーズフォージ社製。便所は客室中央部にある。のちにこれらの車両は乙号ボギー客車とよばれるようになった
- 一二等車
  - いろ57-58 定員一等24人二等28人 国有化後ホイロ5230-5231（形式5230）形式図
  - いろ59-60 定員一等28人二等24人 国有化後ホイロ5240-5241（形式5240）形式図
- 二三等車
  - ろは18-19 定員二等35人三等34人 国有化後ホロハ5740-5741（形式5740）形式図
  - ろは20-21 定員二等35人三等34人 国有化後ホロハ5742-5743（形式5740）形式図
- 三等車（手用制動機附）
  - は357-360 定員78人 国有化後フホハ7860-7863（形式7860）形式図
  - は361-363 定員80人 国有化後フホハ7864-7866（形式7860）形式図
  - は364-366 定員80人 国有化後フホハ7867-7869（形式7860）形式図
- 三等手荷物緩急車
  - はに129-132 定員34人 国有化後ホハニ8340-8343（形式8340）手荷物室に開放型の側廊があり手摺がついている形式図

1903年に日本鉄道大宮工場で一二等車6両、二三等車3両、三等車14両、三等緩急車5両が新製された。これらの車両は乙号より短くなり最大長さ52′、寒冷地を考慮しオープンデッキをやめ側扉を設置。便所は臭気を客室内に漏れないよう車端部に設置した。また貫通幌が取付けられた。台車は軸ばね式、イギリスリーズフォージ社製。台枠は乙号と同じイギリスリード社製の魚腹形でストック品を使用。丙号ボギー客車とよばれた。
- 一等寝台二等車（売店付）
  - いろ61-66 定員一等12人寝室4人二等20人  登場時は食堂付で定員は5名。1909年には食堂は撤去され二等定員25人となり売店が設置された。国有化後イネロ5050-5055（形式5050）形式図 写真 [55]
- 二三等車
  - ろは55-57 定員二等26人三等29人 国有化後ホロハ5750-5752（形式5750）形式図
- 三等緩急車
  - は367-372 定員三等70人 国有化後ホハフ7520-7525（形式7520）形式図
  - は373-380 定員三等64人 国有化後ホハフ7530-7537（形式7530）形式図
- 手荷物緩急車
  - はに307-311 製造時は三等緩急車（手荷物室付）であったが1906年に全室荷物車に改造された。国有化後ホニ8860-8864（形式8860）形式図

国有化後の1909年に大宮工場で製作された。旧日本鉄道の記号番号が付番された。この車両で丸屋根となり一部の車両は3軸ボギー台車が採用された。照明が電燈となり屋根上に通風器（トルペード）が装備された。また台車は軸ばね式と釣り合い梁式の2種で乙号の台車より軸距が延長されている
- 二三等緩急車
  - ろは61-64 定員二等20人三等28人 のちにホロハフ5880-5883（形式5880）形式図
- 三等緩急車
  - は381-393 定員三等64人 のちにホハフ7540-7552（形式7540）形式図
- 手荷物緩急車
  - に312-320 のちにホニ8870-8878（形式8870）形式図
- 二等食堂車
  - ろし1-7 定員二等14人食堂11人 のちにオロシ9200-9206（形式9200）形式図
- 一等寝台二等車
  - いろ67-72 定員一等18人寝台12人二等16人 のちにオイネロ9110-9115（形式9110）形式図
  - いろ73-74 定員一等18人寝台8人二等13人 のちにオイネロ9120-9121（形式9120）形式図
- 二三等緩急車
  - ろは58-60 定員二等20人三等28人 のちにナロハフ9460-9462（形式9460）形式図

形式図は『客車略図 下巻』国立国会図書館デジタルコレクションより

## 船舶
1906年に日本鉄道が青函航路向けにイギリスに発注したが、1908年竣功時には国有化されていた。
- 比羅夫丸[57]
- 田村丸[57]